# Иноуэ, Энсон
Энсон Иноуэ (яп. エンセン井上 энсон иноуэ:, род. 15 апреля 1967 года, Гонолулу, США) — японо-американский боец смешанных единоборств, выступавший в промоушенах Pride, UFC, Shooto и Vale Tudo Japan. Бывший чемпион Shooto в тяжелом весе.

## Биография
Родился 15 апреля 1967 года в Гонолулу, Гавайи, США, в семье выходцев из Японии. В школьные годы стал увлекаться хапкидо и тхэквандо. Помимо единоборств также пробовал себя в футболе, бейсболе, баскетболе, волейболе, участвовал в соревнованиях по легкой атлетике, а также занимался ракетболом вместе со своим братом Иганом. В 21 год приступил к занятиям по бразильскому джиу-джитсу.

### Карьера в смешанных единоборствах
В 1995 начал выступать в организациях Vale Tudo Japan и Shooto, одержав четыре победы подряд в первом раунде досрочно. В мае 1996 года потерпел первые поражения в Shooto и Vale Tudo Japan от Джо Эстеса и Игоря Зиновьева соответственно. В 1997 году принял участие в турнире UFC 13, победив болевым приёмом Ройса Алгера. В том же году завоевал титул чемпиона Shooto в тяжелом весе, второй раз победив Джо Эстеса. В ноябре 1997-го на турнире VTJ 1998 одолел Рэнди Кутюра.
С 1999 года являлся участником организации Pride, где после победы над Соити Нисидой, потерпел четыре поражения подряд от таких бойцов как Игорь Вовчанчин, Антониу Ногейра, Хит Херринга и Марк Керр. Серия неудачных боев вынудила Иноуэ покинуть Pride и перейти в FFCF. 
В 2004 году на первом турнире FFCF Энсон одолел Соити Нисиду удушающим приёмом.
После поражения от Томми Сауэра на SuperBrawl 35 в 2004 году приостановил карьеру. В 2010 провел свой последний бой, победив болевым приёмом новозеландца Энтца Нансена.

## Личная жизнь
Является этническим японцем. Женат на сестре Норифуми Ямамото, бойца UFC. 
Энсона часто причисляли к членам якудзы, что он неоднократно опровергал, признавая лишь наличие определенных деловых и дружеских связей с мафией.
Энсон управляет несколькими спортивными залами смешанных единоборств, расположенными в Японии, Сайпане, Палау и Гуаме под названием «Purebred». Является владельцем ряда дочерних тренажерных залов, расположенные в Таиланде, Канаде и США.
В 2011 году принял участие в гуманитарной поддержке жертв землетрясения в Фукусиме.

## Титулы и достижения
- Shooto
  - Чемпион Shooto в тяжелом весе
- Ultimate Fighting Championship
  - Финалист UFC 13
- ADCC Submission Wrestling World Championship
  - Второе место в 1999 ADCC Superfight Champion

## Статистика в смешанных единоборствах
| Боёв 19  | Побед 12 | Поражений 7 |
| -------- | -------- | ----------- |
| Нокаутом | 5        | 4           |
| Сдачей   | 7        | 1           |
| Решением | 0        | 2           |

| Результат | Рекорд | Соперник                | Способ                                | Турнир                               | Дата            | Раунд | Время | Место           | Примечание                                     |
| --------- | ------ | ----------------------- | ------------------------------------- | ------------------------------------ | --------------- | ----- | ----- | --------------- | ---------------------------------------------- |
| Победа    | 12–8   | Энтц Нансен             | Болевой приём                         | Astra: Yoshida's Farewell            | 25 апреля 2010  | 1     | 2:10  | Токио, Япония   |                                                |
| Поражение | 11–8   | Томми Сауэр             | Технический нокаут (удары)            | SB 35: SuperBrawl 35                 | 16 апреля 2004  | 1     | 4:14  | Гавайи, США     |                                                |
| Победа    | 11–7   | Соити Нисида            | Удушающий приём                       | FFCF 1: Fury Full Contact Fighting 1 | 10 января 2004  | 1     | 1:00  | Гуам            |                                                |
| Поражение | 10–7   | Антониу Родригу Ногейра | Техническое удушение                  | PRIDE 19                             | 24 февраля 2002 | 1     | 6:17  | Сайтама, Япония |                                                |
| Поражение | 10–6   | Хит Херринг             | Технический нокаут                    | PRIDE 12                             | 9 декабря 2000  | 1     | 4:52  | Сайтама, Япония |                                                |
| Поражение | 10–5   | Игорь Вовчанчин         | Технический нокаут (остановка врачом) | PRIDE 10                             | 27 августа 2000 | 1     | 10:00 | Токио, Япония   |                                                |
| Поражение | 10–4   | Марк Керр               | Единогласное решение                  | PRIDE Grand Prix 2000: Opening Round | 30 января 2000  | 1     | 15:00 | Токио, Япония   |                                                |
| Победа    | 10–3   | Соити Нисида            | Submission (rear-naked choke)         | PRIDE 5                              | 29 апреля 1999  | 1     | 0:24  | Нагоя, Япония   |                                                |
| Победа    | 9–3    | Рэнди Кутюр             | Submission (armbar)                   | VTJ 1998: Vale Tudo Japan 1998       | 25 октября 1998 | 1     | 1:39  | Токио, Япония   |                                                |
| Поражение | 8–3    | Фрэнк Шемрок            | TKO (punches)                         | VTJ 1997: Vale Tudo Japan 1997       | 29 ноября 1997  | 2     | 7:17  | Токио, Япония   |                                                |
| Победа    | 8–2    | Джо Эстес               | Технический нокаут                    | Shooto: Reconquista 4                | 12 октября 1997 | 1     | 1:06  | Токио, Япония   | Завоевал титул чемпиона Shooto в тяжелом весе. |
| Победа    | 7–2    | Royce Alger             | Техническое удушение                  | UFC 13                               | 30 мая 1997     | 1     | 1:36  | Августа, США    |                                                |
| Победа    | 6–2    | Рэй Зулу                | Технический нокаут                    | Shooto: Reconquista 2                | 6 апреля 1997   | 1     | 0:45  | Токио, Япония   |                                                |
| Победа    | 5–2    | Муштак Абдулла          | Технический нокаут                    | Shooto: Let's Get Lost               | 4 октября 1996  | 1     | 0:38  | Токио, Япония   |                                                |
| Поражение | 4–2    | Игорь Зиновьев          | Технический нокаут                    | VTJ 1996: Vale Tudo Japan 1996       | 7 июля 1996     | 1     | 0:44  | Токио, Япония   |                                                |
| Поражение | 4–1    | Джо Эстес               | Решение большинства                   | Shooto: Vale Tudo Junction 3         | 7 мая 1996      | 3     | 8:00  | Токио, Япония   |                                                |
| Победа    | 4–0    | Андре Мэннарт           | Технический нокаут                    | Shooto: Vale Tudo Junction 1         | 20 января 1996  | 1     | 3:20  | Токио, Япония   |                                                |
| Победа    | 3–0    | Эд де Круйф             | Болевой приём                         | Shooto: Complete Vale Tudo Access    | 29 июля 1995    | 1     | 1:40  | Япония          |                                                |
| Победа    | 2–0    | Rene Rooze              | Удушающий приём                       | VTJ 1995: Vale Tudo Japan 1995       | 20 апреля 1995  | 1     | 6:41  | Япония          |                                                |
| Победа    | 1–0    | Синго Сигета            | Технический нокаут                    | Shooto: Vale Tudo Access 3           | 21 января 1995  | 1     | 1:10  | Токио, Япония   |                                                |